# لبراهمة 1 (لبراهمة 1)
لبراهمة 1 هو دُوَّار يقع بجماعة الشلالات، عمالة المحمدية، جهة الدار البيضاء سطات في المملكة المغربية. ينتمي الدوّار لمشيخة لبراهمة 1 التي تضم دوارين. يقدر عدد سكانه بـ 8949 نسمة حسب الإحصاء الرسمي للسكان والسكنى لسنة 2004.

## روابط خارجية
- البوابة الوطنية للجماعات الترابية نسخة محفوظة 12 مارس 2018 على موقع واي باك مشين.
- المندوبية السامية للتخطيط